# خرسکانلو
خرسکانلو روستایی در دهستان سیوکانلو بخش مرکزی شهرستان شیروان استان خراسان شمالی ایران است.

## موقعیت
این روستا در فاصلهٔ ۲۴ کیلومتری شمال شرق شیروان واقع است که از طرف شمال به کوه‌های پتله‌گاه و از جنوب به روستاهای گدوگانلو (زیرکوه) و چارقالدی و زمینهای روستای قدیمی ذاکرانلو و از شرق به دامنهٔ کوه کولک و از غرب به کوه‌های منتهی به برج ذوالفقار محدود می‌گردد.

## جمعیت
بر پایه سرشماری عمومی نفوس و مسکن در سال ۱۳۹۵ جمعیت این مکان ۹۲ نفر (۲۹خانوار) بوده‌است.

## شغل اهالی
اقتصاد روستا متکی بر دامداری و کشاورزی است. دامداری این روستا به طریقهٔ نیمه کوچ انجام می‌شود.

## ییلاق و قشلاق
ییلاق آنها کوه‌های اطراف روستا و قشلاقشان در پسکوه ترکمن صحراست. محصولات عمدهٔ آن: فراورده‌های دامی گندم و جو و امکانات روستا در حال حاضر شامل: راه خاکی، دبستان و مسجد می‌باشد.

## ایلات
مردم این روستا جزو ایل بیجرانلود هستند

## بزرگان

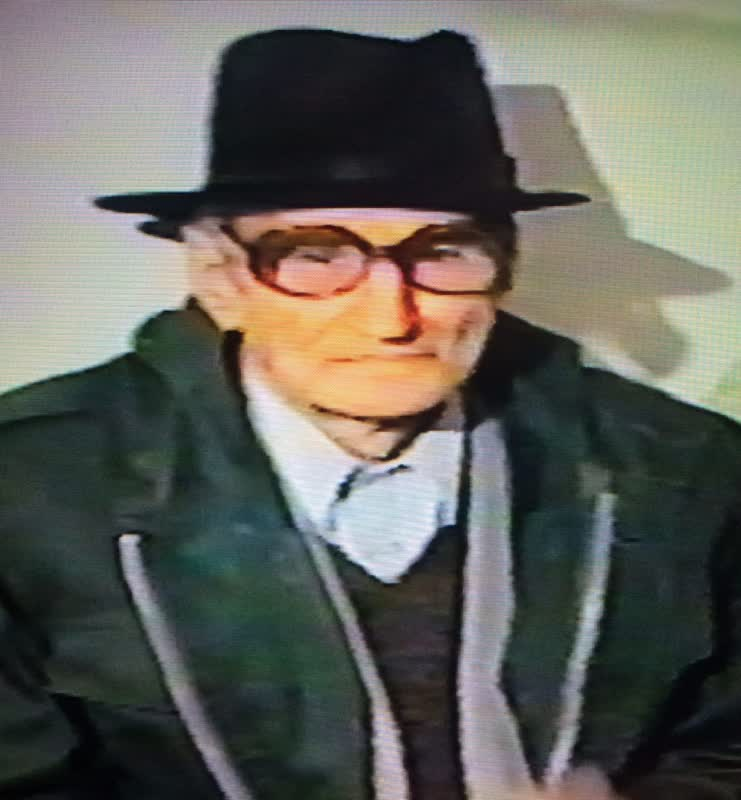
تصویری از امیر محمد سعادتمند در 90 سالگی

یکی از تاثیرگذارترین افراد این روستا امیرمحمد سعادتمند یا امیر خرسکانلو(1381ه ش-1289ه ش) است تاثیر امور ایشان فقط محدود به روستا نبوده
از خدمات اصلی ایشان به اهالی روستا می توان به موارد زیر اشاره نمود
1- دفاع از هویت و امنیت روستا در مقابل خوانین و ماموران دولتی و افرادی که به دنبال ناامن کردن بودند 2- دفاع از هویت روستا و مردم این روستا 3- دفاع از حق مردم این روستا در منطقه پتلگاه و احقاق حقوق این روستا بر کل منطقه پتلگاه در برابر احالی روستای بیبره تاثیر ایشان فراتر از روستا بوده که بیان ان در این مطلب نمی گنجد
ایشان به غیر از تاثیر در مسائل روستا دستی در هنر نیز داشته با تسلط بر مقامهای قدیم موزیک خراسان از جمله اهنگ لو و بیاز و.. و تسلط به ساز دوتار و دارا بودن صدای دلنشین در محافل خصوصی اجراهای زیبایی داشته اند شاید بتوان اجرای ایشان در سال 1372 در همایش موزیک سنتی در تهران با حضور دیگر هنرمندان این منطقه را یکی از نقاط عطف هنر ایشان دانست از روی این اجرا آلبومی منتشر شد که سه نوار کاست در خود داشته که حاوی هنرنمایی ایشان و سایر هنرمندان حاضر بوده شایان ذکر است در زمان اجرای موزیک لو در این همایش تمام حضار به صورتی به وجد امده که ایستاده شروع به تشویق ایشان کردند
به جز این کاست کتابچه ای نیز منتشر شد که حاوی زندگی اقراد حاضر از جمله امیر سعادتمند نیز بود 
در زمان چاپ کتاب سرداران شمال خراسان نیز ایشان مطالب زیادی به نویسنده جهت چاپ منتقل نمودند که متاسفانه اشاره بسیار کمی به ایشان در این کتاب شد که با توجه به نقاط مثبت کتاب باید این نکته را جزو نکات منفی این کتاب در نظر گرفت
باید به این نکته نیز اشاره کرد پدر ایشان میرزامحمود نیز از افرادی بودند که در حفط هویت مردم این روستا تلاشهای زیادی کردند ایشان در زمان حیات خود مسئول تسکره (گذرنامه) کل منطقه در روستان چارقالدیان بودند در زمان ایشان به دلایلی احالی ان زمان روستا پراکنده شدند که با پیگیری ایشان و آقای علی خان بزرگ ایل بیچرانلو و فرماندار وقت بجنورد همه احالی از روستاهای جیرستان و.. کوچانده شده و به محل روستا بازگردانده شدند امیر سعادتمند در سال 1370 به دلایلی مجبور به کوچ از این روستا شد و تاثیر ایشان در اتفاقات این منطقه کم شده در نبود ایشان اقای شاه گلدی مرادی امور مربوطه را به دست گرفته و به نوبه خود خدمات زیادی به روستا ارائه کردند.
امیرمحمد سعادتمند در سال 1381 در مشهد چشم از جهان گشود.